# 4130 Ramanujan
4130 Ramanujan este un asteroid din centura principală, descoperit pe 17 februarie 1988 de R. Rajamohan.